# Simulium ethiopiense
Simulium ethiopiense är en tvåvingeart som beskrevs av Alex Fain och Oomen 1968. Simulium ethiopiense ingår i släktet Simulium och familjen knott.
Artens utbredningsområde är Etiopien. Inga underarter finns listade i Catalogue of Life.